# Båtstad-Mellsta
Båtstad-Mellsta är ett kommunalt naturreservat i Borlänge kommun i Dalarnas län.
Området är naturskyddat sedan 1999 och är 52 hektar stort. Reservatet omfattar områdena Båtstad och Mellsta belägna vid södra stranden av Dalälven och strax norr om tätorten Borlänge. Reservatet består mest av tall och gran samt lövskog närmast älven.